# میهو (بهتره با سال تماس بگیری)
میهو (به اسپانیایی: Mijo) دومین قسمت از مجموعه تلویزیونی بهتره با سال تماس بگیری است که در ۹ فوریه ۲۰۱۵ از شبکه ای‌ام‌سی به روی آنتن رفت. نویسندگی این قسمت را همانند قسمت پیشین، وینس گیلیگان و پیتر گولد بر عهده دارند و کارگردانی آن را تری مک‌دانا انجام داده است.
«میهو» عبارتیست به اسپانیایی به معنای «پسرم».

## داستان
در حالی که «توکو سالامانکا» در آشپزخانه مشغول پخت سالسا است، مادربزرگش به همراه دو پسری که با آنها تصادف کرده بود وارد خانه می‌شود. این دو برادر که از تصادف و فرار پیرزن گلایه‌مند بودند با صدای بلند در حال توهین و متهم ساختن وی بودند و از تصادف شدیدی که رخ داد حرف می‌زدند. بعد از اینکه توکو مادربزرگش را به طبقه بالا می‌فرستد، با عصایی که در منزل داشت، به شدت به صورت دو جوان ضربه می‌زند. سپس وی در حال هماهنگی با شخصی برای آوردن یک اتومبیل ون بود که جیمی مک‌گیل درب خانه وی را زده و توکو نیز با اسلحه به استقبالش می‌رود و با زور جیمی را به داخل خانه می‌آورد.
جیمی در حال صحبت با توکو، وی را راضی می‌کند تا او و دو پسر را آزاد کند و اینکه آنها قصد هدف قراردادن مادربزرگ وی نداشتند. در همین حال که توکو راضی به آزادی آنها شده بود، یکی از دو پسر با ترس نقش خود جیمی را در این کار برملا می‌کند. سپس توکو همه آنها را به صحرایی می‌برد تا سوالاتی را از آنها بپرسد. زمانی که توکو تهدید به بریدن انگشت جیمی مک‌گیل کرده بود، جیمی ادعا کرد که یک مامور اف‌بی‌آی است و در حال تحقیق روی آنهاست. اما بعد از اینکه یکی از یاران توکو به نام «ناچو» مجدداً وی را تهدید می‌کند، جیمی حرف خود را پس گرفته و اعتراف می‌کند که یک وکیل است و قصد داشت نقشه را روی خانم کتلمن اجرا کند. در نهایت توکو جیمی را آزاد می‌کند و به سمت دو پسر می‌رود که بخاطر اهانتشان به مادربزرگش، هردو را بکشد، اما جیمی با صحبت با توکو موفق می‌شود وی را قانع کند که به شکستن یک پای آنها راضی شود تا آن دو پسر نیز درس عبرتی بگیرند.
بعد از اینکه جیمی دو پسر را به بیمارستان می‌ٰساند، به قرار ملاقاتش در رستوران با یک زن می‌رود. وی که از دیدن صحنه شکستن پای آن دو پسر به شدت ناراحت شده بود، از صدای ناهنجاری که شخصی در میز کناری ایجاد می‌کرد به شدت احساس ناراحتی می‌کرد. در ادامه نیز عذرخواهی کرده و با حالت تهوع به دستشویی می‌رود. او که حال خوشی نداشت سپس به خانه برادرش «چاک» رفته و در مبل وی بی‌هوش به خواب می‌رود. چاک دچار نوعی حساسیت به الکتریسیته و وسائل اکترونیکی است، به همین علت موبایل جیمی را به حیاط پرتاب می‌کند. صبح روز بعد، چاک در خصوص فیش بیمارستان که دیده بود با جیمی به جرو بحث می‌پردازد و جیمی نیز به وی اطمینان می‌دهد که این فیش آن چیزی نیست که او در حال فکر کردن به آن است.
بعد از یک روز کاری در دادگاه، جیمی مک‌گیل به دفتر کارش برمی‌گردد و در بعدز ابررسی تلفن متوجه می‌شود که همچنان هیچ پیامی برای او در تلفن وجود ندارد. سپس می‌خواهد کمی استراحت کند  که ناگهان یکی از کارکنان سالن زیبایی به اتاقش آماده و به وی اطلاع می‌دهد که یک مشتری برای او آمده. مشتری وی «ناچو» بود، همان همکاری توکو که جیمی را در بیابان تهدید کرده بود و اعتراف گرفت. ناچو به جیمی می‌گوید که قصد دارد پول اختلاصی را که «کتلمن» داشت را بدزدد و از وی میخواهد که مشخصات «کتلمن» را به او بدهد و در ازای آن، جیمی نیز سهمی از این پول خواهد داشت. جیمی اما اصرار داد که شغلش وکالت است و یک مجرم نیست. ناچو نیز شماره تلفن خود را روی میز جیمی نوشته و به او می‌گوید که اگر در خصوص این صحبت‌ها به کسی چیز بگوید، او را خواهد کشت و سپس از دفتر خارج می‌شود.

## بازخوردها
بازخوردها به شکل کل در خصوص این قسمت مثبت بود. مجله فوربز نوشت که اگرچه صحنه مربوطبه رستوران بیش از حد طولانی بود، اما در کل، این قسمت، قسمت خوبی بود. «روث کرنت» از وب‌سایت آی‌جی‌ان به این قسمت امتیاز ۹ از ۱۰ را داد.

## پیوندها
- میهو در وب‌سایت شبکه ای‌ام‌سی
- میهو در بانک اطلاعات اینترنتی فیلم‌ها